# Raymond Pitet
Raymond Joseph Léonce Pitet, né le 27 mars 1872 à Deauville (Calvados) et mort le 24 décembre 1959 à Paris 17e, est un professeur de gymnastique et sauveteur français, fondateur en 1899 de l'Association nationale des sociétés de natation et de sauvetage.

## Biographie
Raymond Joseph Léonce Pitet naît à Deauville (Calvados) le 27 mars 1872 ; il est le fils de François Pitet, maçon employé à la construction de la ville, et Joséphine Amélie Brize.
Son amour de la mer lui fait envisager une carrière de marin mais vivement déconseillé par sa mère, issue d'une famille de pêcheurs trouvillais et connaissant les dangers de ce métier, le jeune Pitet devient donc professeur de gymnastique après des études à Joinville-le-Pont. En 1899 il est suppléant au Lycée Charlemagne puis professeur en 1901 aux écoles communales de Neuilly-sur-Seine et ensuite à Suresnes en 1905.
Élevé au bord d'une mer dangereuse il est concerné rapidement par le problème du sauvetage en mer. Auteur de sauvetages multiples il a l'idée d'une formation de natation et de sauvetage qui l'année de ses 27 ans donne naissance à l'association nationale des sociétés de natation et de sauvetage.
Il épouse en 1915 Louise Rossi qui continuera son activité après son décès.
En 1958 il est l'inventeur d'un mannequin destiné aux exercices de sauvetage qui porte son nom.
Il meurt à Paris le 24 décembre 1959, au 28 rue Lacroix dans le 17e arrondissement de Paris,, adresse du siège de la Fédération française de sauvetage et de secourisme (F.F.S.S.) où il habite, et est enterré au cimetière de Trouville-sur-Mer,

### Action civique

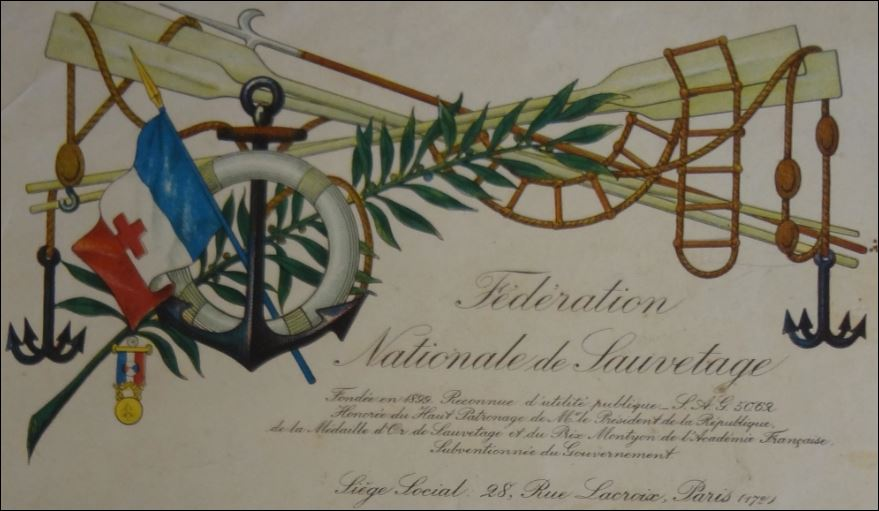
Fédération Nationale de Sauvetage

En 1883, âgé de 11 ans, il accomplit son premier sauvetage au Havre, où son père est installé comme entrepreneur de maçonnerie, secourant quatre enfants encerclés par la marée montante.
Les années qui suivent sont marquées par d'autres actions, aussi bien dans des incendies, des noyades et chevaux emballés qu"il arrête. Une fois il secourt un homme dont la jambe a été coupée par un tramway ou un autre tombé sous un train.
Il est membre de différentes associations de tir, de gymnastique, de natation et de secours mutuels. En 1899, il fonde l'Union Fédérale des Nageurs de la Normandie et la même année l'Association Nationale des Sociétés de Natation et de Sauvetage, dont l'objet tel qu'il figure sur l'en-tête du courrier officiel est l'encouragement à la propagation de la natation, des exercices de sauvetage et de secours publics, aux belles actions, aux œuvres d'assistance publique et de mutualité. En 1902 il est pris comme exemple dans un article élogieux de "La morale vécue" livre de lecture pour les écoles,

Il est fait chevalier de l'ordre de la Légion d'honneur pour actes de sauvetage en 1907, et pendant les inondations de Paris en 1910, il prend une part active aux diverses opérations de sauvetage. Observant que la plupart des personnes secourues sont naturellement habillées, il organise des compétitions de natation et sauvetage habillés et envisage de créer un brevet spécifique.
En 1928 à l'occasion de l'ouverture du poste de sauvetage de Royan, l'un des trois canots porte son nom. Du 5 au 11 juillet 1929 est organisé un Grand Congrès International (F.I.S.) à Trouville avec la participation de 31 nations,. À cette occasion Raymond Pitet crée la carte de Sauveteur Spécialisé en Soins aux Accidentés et Asphyxiés.
En 1947 il est responsable de la surveillance, de la sécurité et du sauvetage le long des cours d'eau à la préfecture de la Seine.

### Action militaire
Fils de veuve – son père est décédé en 1888 – il accomplit un an de service militaire au 74e régiment d'infanterie dont il devient le porte-drapeau pour acte de dévouement.
Pendant la guerre de 1914-1918, capitaine d'infanterie, il est blessé, gazé, et obtient 3 citations. Il est dans le même temps propriétaire de brevets concernant des armes comme un sabre et ensuite une baïonnette dont il est l'inventeur. Il est également l'auteur en 1918 d'un ouvrage, destiné aux poilus, de conseils pour l'entrainement individuel au combat.
Il participe ensuite à des missions de secours au Maroc, Syrie et Algérie. En 1920 il est promu au grade d'officier de la Légion d'honneur à titre militaire. En 1939 il demande à s'engager mais est refusé en raison de son âge ; il profite alors de sa situation à la F.N.S pour aider la résistance.
En 1949 il est nommé commandeur de la Légion d'honneur pour l'ensemble de ses activités.

## Décorations

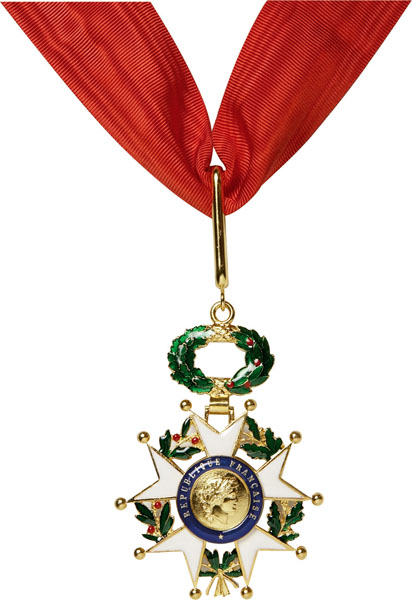
commandeur de la légion d'Honneur

- Chevalier de la Légion d'honneur 1907
- Officier de la Légion d'honneur 1920
- Commandeur de la Légion d'Honneur 1949
- Commandeur du Nichan Iftikhar
- Chevalier de l'Ordre de la Couronne d'Italie
- Chevalier de l'Ordre du prince Danilo Ier
- Chevalier de l'Ordre d'Aviz
- Chevalier de l'Ordre du Soleil levant
- Ordre du Mérite de la République fédérale d'Allemagne 1959
- Médaille du Maroc 1911
- Médaille coloniale agrafe "Maroc" 1913
- Croix de guerre 14-18
- Officier de l'Ordre du Mérite maritime
- Officier de l'instruction publique 1902
- Médaille d'or de l'éducation physique

## Sauvetages
- chevalier de la Légion d'honneur (1907)
- médaille d'argent 2e classe
- médaille d'argent 1re classe
- médaille d'or de 2e classe
- médaille d'or 1re classe
- Prix Montyon
- Prix Henri Durand
- Prix Lemaistre de la ville du Havre 1894
- Foreign services silver medal 1899
- Plaquette d'honneur de la fondation Carnégie

## Odonymie

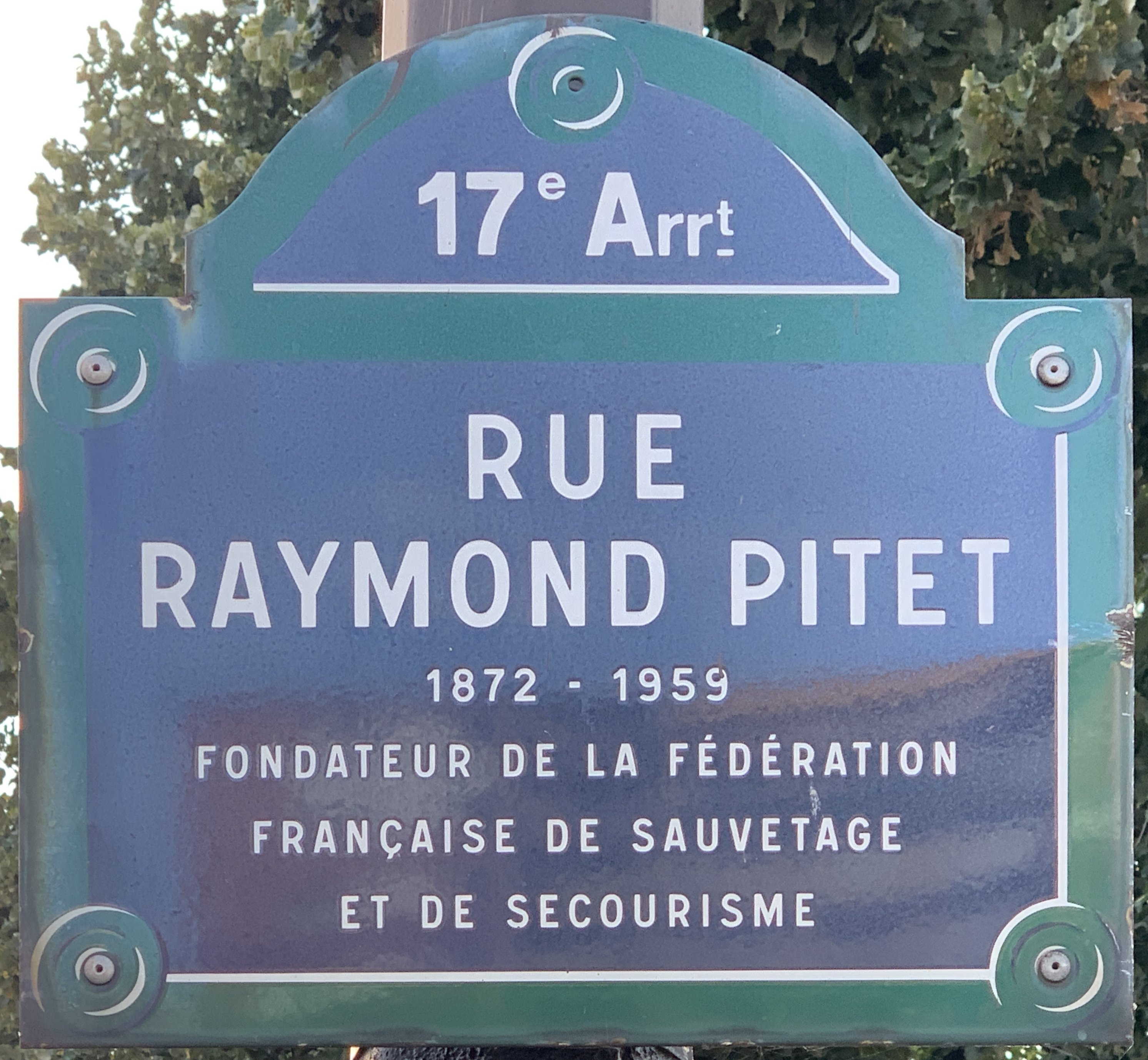
Paris XVII ème

L'odonymie est l'étude des odonymes lesquels comportent deux parties : un nom individuel (« Victor-Hugo », « République », etc.) et un indicateur du type de voie dont il s'agit (« rue », « boulevard », etc.). De nombreuses villes ont ainsi leur place, avenue, rue, impasse « Raymond Pitet » 
- Place : Neufchâteau
- Avenue : Agde
- Rue : Paris, Marseille, Grenoble, Le Havre, Lorient, Perpignan, Châtellerault, Saint Avold
- Impasse : Narbonne